# Колайдер
Кола̀йдерът (на английски: collider от на английски: collide – сблъскване) е ускорител на насрещни снопове от елементарни частици, предназначен за изучаване на продуктите от тези сблъсъци. Посредством колайдерите учените успяват да сблъскват елементарни частици на материята с голяма взаимна кинетична енергия, а след това да изучават проявленията от тези сблъсъци.

## Принцип на работа
Колайдерите са два вида – кръгови, например големият адронен ускорител в Европейския център за ядрени изследвания CERN (Centre europeen de recherche nucleaire), и линейни, като проектирания Международен линеен колайдер (International Linear Collider).

## История
През 1956 г. Доналд Керст предлага използването на сблъскващи се протонни снопове за изучаване на физиката на елементарните частици, а Джерард О'Нил предлага използването на натрупващи пръстени (storage rings) за получаване на интензивни снопове от елементарни частици. Активната работа по създаване на колайдерите започва едновременно в края на 1950-те години в лабораториите Фраскати (Италия), SLAC (САЩ) и ИЯФ (СССР).
Първи заработва електронно-позитронният колайдер AdA, построен под ръководството на австрийския физик Бруно Тушека във Фраскати. Обаче първите резултати са публикувани през 1966 г., една година по-късно в сравнение с наблюденията на еластично разсейване на електрони през 1965 г. на НЕС-1 под ръководството на акад. Герш Будкер. По-късно са получени насрещни снопове и в американския ускорител. Тези три първи колайдера са тестващи устройства, демонстрирали възможността за изучаване физиката на елементарните частици в колайдери.
Първият адронен колайдер става протонният синхротрон ISR, пуснат в действие през 1971 г. в CERN с енергия от 32 GeV в снопа. Единственият в историята работещ линеен колайдер – SLC, работи в периода 1988 – 1998 г.

## Действащи колайдери
Данните са взети от сайта Particle Data Group и от справочника „Handbook of accelerator physics and engineering“.
| Ускорител | Център, град, страна    | Година на пускане | Ускоряеми частици      | Максимална енергия на снопа, GeV                     | Светимост, 1030 cm−2s−1                     | Периметър (дължина), km |
| --------- | ----------------------- | ----------------- | ---------------------- | ---------------------------------------------------- | ------------------------------------------- | ----------------------- |
| ВЕПП-2000 | ИЯФ, Новосибирск, Русия | от 2006           | е+е−                   | 1,0                                                  | 100                                         | 0,024                   |
| ВЕПП-4М   | ИЯФ, Новосибирск, Русия | от 1994           | е+е−                   | 6                                                    | 20                                          | 0,366                   |
| ВЕРС-II   | IHEP, Пекин, Китай      | от 2007           | е+е−                   | 1,89                                                 | 2700                                        | 0,23753                 |
| DAFNE     | Фраскати, Италия        | от 1999           | е+е−                   | 0,7                                                  | 150                                         | 0,098                   |
| Теватрон  | Фермилаб, САЩ           | от 1987           | p                      | 980                                                  | 171                                         | 6,28                    |
| RHIC      | BNL, САЩ                | от 2000           | pp, Au-Au, Cu-Cu, d-Au | 100/n                                                | 10, 0,0015, 0,02, 0,07                      | 3,834                   |
| LHC       | CERN                    | от 2008           | pp, Pb-Pb              | 3500 (планират се 7000), 1380/n (планират се 2760/n) | 10000 (достигнати 700), 0,001 (планират се) | 26,659                  |

## Исторически колайдери
| Ускорител | Център, град, страна                   | Години на работа | Ускоряеми частици | Максимална енергия на снопа, GeV | Светимост, 1030 cm−2s−1          | Периметър (дължина), km |
| --------- | -------------------------------------- | ---------------- | ----------------- | -------------------------------- | -------------------------------- | ----------------------- |
| AdA       | Фраскати, Италия; Орсе, Франция        | 1962 – 1964      | е+е−              | 0,25                             |                                  | 0,003                   |
| CBX       | Станфорд, САЩ                          | 1963 – 1965      | е−е−              | 0,3                              |                                  | 0,012                   |
| ВЕП-1     | ИЯФ, Новосибирск, Русия                | 1963 – 1968      | е−е−              | 0,16                             | 0,005                            | 0,0027                  |
| ВЕПП-2    | ИЯФ, Новосибирск, Русия                | 1965 – 1974      | е+е−              | 0,7                              |                                  | 0,0115                  |
| ACO       | Орсе, Франция                          | 1966 – ?         | е+е−              | 1                                |                                  |                         |
| ADONE     | Фраскати, Италия                       | 1969 – 1993      | е+е−              | 1,5                              |                                  |                         |
| CEA       | Кембриджки университет, Великобритания | 1971 – ?         | е+е−              | 6                                |                                  |                         |
| ISR       | CERN                                   | 1971 – 1984      | p                 | 31,5                             |                                  | 0,948                   |
| SPEAR     | SLAC, Станфорд, САЩ                    | 1972 – 1990      | е+е−              | 3                                |                                  |                         |
| ВЕПП-2М   | ИЯФ, Новосибирск, Русия                | 1974 – 2000      | е+е−              | 0,7                              | 3                                | 0,012                   |
| DORIS     | DESY, Германия                         | 1974 – 1993      | е+е−              | 5                                |                                  |                         |
| DCI       | Орсе, Франция                          | 1976 – ?         | е±е±              | 3,6                              |                                  |                         |
| PETRA     | DESY, Германия                         | 1978 – 1986      | е+е−              | 20                               |                                  |                         |
| CESR      | Корнелски университет                  | 1979 – 2002      | е+е−              | 6                                | 1280 на 5,3 GeV                  | 0,768                   |
| PEP       | SLAC, Станфорд, САЩ                    | 1980 – 1990      | е+е−              | 30                               |                                  |                         |
| SppS      | CERN                                   | 1981 – 1984      | p                 | 315                              |                                  | 6,9                     |
| Tristan   | KEK, Япония                            | 1986 – ?         | е+е−              | 60                               |                                  |                         |
| SLC       | SLAC, Станфорд, САЩ                    | 1988 – 1998      | е+е−              | 45                               |                                  |                         |
| LEP       | CERN                                   | 1989 – 2000      | е+е−              | 104,6                            | 24 на Z0; 100 при >90 GeV        | 26,659                  |
| ВЕРС      | IHEP, Пекин, Китай                     | 1989 – 2005      | е+е−              | 2,2                              | 5 на 1,55 GeV; 12,6 на 1,843 GeV | 0,2404                  |
| HERA      | DESY, Германия                         | 1992 – 2007      | е±р               | е±: 30; p: 920                   | 75                               | 6,336                   |
| PEP-II    | SLAC, Станфорд, САЩ                    | 1999 – 2008      | е+е−              | е−: 12; e+: 4                    | 10025                            | 2,2                     |
| KEKB      | KEK, Япония                            | 1999 – 2010      | е+е−              | е−: 8; е+: 3,5                   | 16270                            | 3,016                   |
| CESR-C    | Cornell                                | 2002 – 2008      | е+е−              | 6                                | 60 на 1,9 GeV                    | 0,768                   |

## Забележки
1. ↑  Attainment of Very High Energy by Means of Intersecting Beams of Particles, D.W. Kerst et al., Phys. Rev., v.102, p.590 – 591 (1956)
2. ↑  Storage Ring Synchrotron: Device for High Energy Physics Research Архив на оригинала от 2012-03-06 в Wayback Machine., G.K. O'Neill, Physical Review, v.102, p.1418 – 1419 (1956)
3. ↑  AdA:The First Electron-Positron Collider Архив на оригинала от 2015-10-27 в Wayback Machine., C. Bernardini, Phys. perspect. 6 (2004) 156 – 183
4. ↑  High Energy Collider Parameters
5. ↑  Handbook of accelerator physics and engineering, edited by A. Chao, M. Tigner, 1999, p.11.